# Episodi di Banshee - La città del male (quarta stagione)
La quarta e ultima stagione della serie televisiva Banshee - La città del male (Banshee), composta da otto episodi, è stata trasmessa sul canale statunitense Cinemax dal 1º aprile al 20 maggio 2016.
In Italia, la stagione è andata in onda in prima visione sul canale satellitare Sky Atlantic dal 6 maggio al 10 giugno 2016. A partire da questa stagione, entrano nel cast principale Matthew Rauch, Tom Pelphrey e Chris Coy. Rus Blackwell, Demetrius Grosse, Trieste Kelly Dunn e Geno Segers ricompaiono come guest star.
| nº | Titolo originale                             | Titolo italiano        | Prima TV USA   | Prima TV Italia |
| -- | -------------------------------------------- | ---------------------- | -------------- | --------------- |
| 1  | Something Out of the Bible                   | Giù dalla collina      | 1º aprile 2016 | 6 maggio 2016   |
| 2  | The Burden of Beauty                         | Il peso della bellezza | 8 aprile 2016  | 6 maggio 2016   |
| 3  | The Book of Job                              | Job                    | 15 aprile 2016 | 13 maggio 2016  |
| 4  | Bloodletting                                 | Innocente              | 22 aprile 2016 | 20 maggio 2016  |
| 5  | A Little Late to Grow a Pair                 | Dedizione              | 29 aprile 2016 | 27 maggio 2016  |
| 6  | Only One Way a Dogfight Ends                 | Modificazioni          | 6 maggio 2016  | 3 giugno 2016   |
| 7  | Truths Other Than the Ones You Tell Yourself | Verità diverse         | 13 maggio 2016 | 10 giugno 2016  |
| 8  | Requiem                                      | Requiem                | 20 maggio 2016 | 10 giugno 2016  |

## Giù dalla collina
- Titolo originale: Something Out of the Bible
- Diretto da: Ole Christian Madsen
- Scritto da: Jonathan Tropper

### Trama
Sono passati due anni e, dopo la morte di Gordon, molte cose sono cambiate a Banshee: Kai ha preso il suo posto come sindaco, essendo stato l'unico candidato; Brock è il nuovo sceriffo della città; il dipartimento dello sceriffo non ha più sede al Cadi, ma in una vera stazione di polizia con molto personale; Carrie ha perso la custodia di Deva e Max, che vivono con i genitori di Gordon; Lucas non si è mai perdonato per la scomparsa di Job, ha tagliato i ponti con Carrie e Sugar e vive come un eremita in cima a una collina, in un capanno indicatogli da Rebecca e intestato a Kai.
Un giorno, Brock si reca da Lucas e gli comunica che Rebecca è morta: il suo corpo è stato ritrovato ai piedi di un fiume e l'assassino le ha strappato via il cuore. Poiché, secondo le registrazioni del GPS dell'auto di Rebecca, l'ultimo posto in cui è stata prima di scomparire era il suo capanno, Brock lo invita a seguirlo alla centrale. Lucas giura di non avere nulla a che fare con la morte di Rebecca. Brock gli dice che altre ragazze sono state uccise con lo stesso modus operandi.
Calvin prova a scusarsi con suo fratello Kurt per le ustioni che gli ha provocato sul corpo, spiegandogli che ha dovuto farlo per calmare le acque, dato che il capo della Confraternita, Watts, lo voleva morto. Calvin ignora il fatto che suo fratello ha una relazione con sua moglie Maggie, figlia dello stesso Watts.
Lucas si mette sulle tracce di Job dopo il suo rapimento e decide di visitare il loro vecchio datore di lavoro, Dalton, costringendolo con le cattive a rivelargli che fine ha fatto Job, poiché Lucas ha capito che è stato lui a farlo rapire. Dalton ammette di essere coinvolto nel rapimento, ma sostiene che non è stata una sua idea; dopo aver rapito Job, lo ha consegnato ad altre persone e ora non sa dove si trovi, azzardando l'ipotesi che Job sia ormai morto. Lucas comprende che Dalton gli sta dicendo la verità e, infine, lo uccide sparandogli alla testa. Dopo tanto tempo, Lucas va a trovare Sugar, il quale è poco felice di rivederlo, non avendogli mai perdonato il fatto che ha smesso di cercare Job. Tuttavia, Lucas gli chiede in prestito l'auto; Sugar gliela dà e Lucas si dirige verso il luogo in cui è stato rinvenuto il cadavere di Rebecca. Lì trova Kai, che gli dice che, in quanto sindaco, non può indagare sulla morte della nipote usando i suoi vecchi metodi e sprona Lucas a farlo al suo posto, indirizzandolo verso un uomo di nome Aaron Boedicker.
L'agente del dipartimento dello sceriffo Nina Cruz, che lavora per Kai, inizia a indagare sul misterioso vigilante che aggredisce i criminali associati a Kai, in particolare Carrie. Durante le sue indagini, interroga uno di loro; tuttavia, per paura di Carrie, decidono di non rivelare nulla. Carrie va a trovare Sugar e gli chiede se secondo lui Job è veramente morto. Sugar ammette che preferirebbe fosse così, perché se Job fosse ancora vivo, ciò lo farebbe sentire ancora più in colpa per non averlo aiutato in tutti questi anni.Lucas si reca da Aaron e lo tortura per ottenere informazioni sulla morte di Rebecca. Aaron giura di essere innocente, ma rivela che suo nipote aveva una storia con Rebecca e che forse lui sa qualcosa.
Con un flashback si vede Rebecca poco prima della sua scomparsa mentre si dirige verso Lucas; dal suo sguardo sembra volesse dirgli qualcosa, ma poi decide di andarsene senza dire nulla e sulla strada del ritorno viene rapita dal suo assassino.
- Guest star: David Harbour (Robert Dalton), Ana Ayora (Nina Cruz), Erik King (Dottor Tim Hubbard), Casey LaBow (Maggie Bunker), Jackson Loo (Martin Kim), Rus Blackwell (Gordon Hopewell), Trieste Kelly Dunn (Siobhan Kelly), Geno Segers (Chayton Littlestone).
- Altri interpreti: Mark Colson (Aaron Boedicker), Tristan Farmer (Potbelly), Chris Wesselman (Zeke), Cathy O'Dell (Helen Vicks), Jayden Blake Cochran (Hank), Chris Bondi (Reporter 1), Julie Mun (Reporter 2), Tony Bingham (Reporter 3), Jaime Albarracin (Membro dei Redbone 1), Esteban Cueto (Membro dei Redbone 2), Cherokee Walker (Pilota dell'elicottero 1), Michael Franck (Pilota dell'elicottero 2), Ross Ruben (Guardia di Dalton 1), Spencer Sano (Guardia di Dalton 2), Malcolm C. Murray (Guardia di Dalton 3), Zack Duhame (Guardia di Dalton 4), Jeff McDancer (Criminale 1), Antal Kalik (Criminale 2).
- Ascolti USA: telespettatori 356 000[3]

## Il peso della bellezza
- Titolo originale: The Burden of Beauty
- Diretto da: Ole Christian Madsen
- Scritto da: Adam Targum

### Trama
Brock, Kurt e Cruz fanno irruzione in un set pornografico, arrestando il regista per aver assunto delle minorenni. Quando Brock torna nel suo ufficio, trova Kai ad aspettarlo. Brock gli comunica di essere consapevole che Cruz lavora per lui e che l'arresto del regista è stata una loro idea, poiché i film pornografici stavano intralciando gli affari di Kai. Quest'ultimo chiede a Brock se ha fatto progressi sull'omicidio di Rebecca, ma lui risponde semplicemente che sta seguendo una pista.Lucas va a trovare Carrie a casa sua, dove sta effettuando dei lavori di ristrutturazione. Si scusa con lei per averla abbandonata, ma Carrie gli fa notare che in realtà è Job la persona che ha veramente abbandonato. Lucas cerca di convincerla che Job è sicuramente morto, ma Carrie gli mostra tutte le ricerche che ha fatto su di lui, dimostrando di non aver mai smesso di cercarlo e credendo fermamente che il loro amico sia ancora vivo. Carrie chiede a Lucas se ha visto Deva di recente; lui le risponde che è venuta a trovarlo una volta, senza che Carrie lo sapesse.Carrie discute della situazione con il suo analista, il quale comprende che si sente tradita dalla figlia per aver visitato suo padre senza informarla. La radice del disagio di Carrie sembra risiedere nel fatto che i suoi problemi sono iniziati quando Lucas decise di andarla a trovare a Banshee. Seguendo le indicazioni di Aaron, Lucas si dirige da suo nipote Elijay, che lavora come chitarrista e si esibisce in un locale. Quando Lucas arriva, Brock e Kurt lo fermano e tentano di arrestare Elijay, ma lui riesce a scappare grazie all'aiuto di Lucas.Lucas porta Elijay al bar di Sugar e lo interroga; Elijay ammette di aver avuto una storia con Rebecca, ma afferma di non essere stato lui a ucciderla. Suggerisce a Lucas di indagare su Kai, poiché Rebecca era terrorizzata da lui e raccontava sempre storie spaventose su suo zio. Lucas decide di lasciarlo andare. Sugar chiede a Lucas perché l'omicidio di Rebecca gli stia così a cuore; Lucas risponde semplicemente che doveva un favore a Rebecca, ma Sugar gli fa notare che si è arreso nella ricerca di Job e a lui doveva più di un favore.
Con dei flashback, si mostra Lucas, che vive nel capanno da molto tempo, ricevere una visita da Rebecca. Lei gli chiede aiuto per dare una lezione ad Aaron, poiché desidera avviare un proprio giro di droga all'insaputa di Kai, stringendo un'alleanza con Aaron. Tuttavia, Aaron sta iniziando a spacciare metanfetamine nel territorio di Kai, violando così gli accordi esistenti. A Lucas la situazione non interessa, quindi Rebecca decide di affrontare Aaron da sola. Durante il confronto, Aaron minaccia di farla sbranare viva dal suo cane.In quel momento, Lucas interviene e ferisce la mano di Aaron con una falce; in seguito, Aaron si amputerà la mano. Dopo l'incidente, Lucas e Rebecca fuggono dalla proprietà, ma prima Rebecca dà fuoco al laboratorio di droga di Aaron. Uno degli uomini di Aaron riesce a ferire Lucas, e Rebecca lo porta via in auto per portarlo in ospedale, dove ruba del materiale medico per curarlo.
Kai ha un appuntamento con Emilio Loera, un membro del cartello, e i due decidono di mettersi in affari. Kai mira a diventare il principale fornitore di droga di Emilio, ma quest'ultimo avverte che se Kai non riuscirà a soddisfare le sue aspettative, dovrà affrontare le conseguenze con il cartello, poiché, nonostante sia l'uomo più potente di Banshee, non ha alcun peso per loro.Successivamente, Kai e Burton si recano in uno dei laboratori di droga della Confraternita. Qui, Burton picchia Calvin dopo che Kai ha scoperto che quest'ultimo era coinvolto nel giro di film pornografici, facendogli presente che, secondo gli accordi, la Confraternita non può lucrare tramite attività illecite senza il suo permesso. Calvin chiede a Kai di far cadere le accuse contro il regista. Kai costringe la procura a prosciogliere l'imputato dalle accuse. Kurt quindi consegna il fascicolo a Carrie, informandola che il regista non si limita ad assumere minorenni, ma le droga e abusa di loro. Carrie decide di affrontarlo e lo tortura.Calvin parla con uno dei suoi confratelli e rivela di essere stanco di Kai e dell'alleanza che il loro capo, Watts, ha instaurato con lui; afferma che è giunto il momento di prendere in mano la situazione. Carrie torna a casa e si addormenta nella camera da letto di Max. Nel frattempo, Lucas informa Kai che Elijay e Rebecca erano amanti, ma sostiene che Elijay è innocente. Nonostante ciò, Kai decide di andare da Elijay e lo uccide.Kurt e Brock continuano a indagare sulla morte di Rebecca e scoprono dai rapporti della Scientifica che sul sedile posteriore della sua auto è stato rinvenuto il DNA di Lucas. Tuttavia, Kurt è convinto dell'innocenza dell'ex sceriffo e Brock decide di non arrestarlo per il momento. Nella scena finale, appare Job, completamente nudo in un luogo sconosciuto, sottoposto a delle sevizie.
- Guest star: Nestor Serrano (Emilio Loera), Ana Ayora (Nina Cruz), Erik King (Dottor Tim Hubbard), Ivan Martin (Dick Webster), Sarah O'Sullivan (Skinny Blonde).
- Altri interpreti: Mark Colson (Aaron Boedicker), Jonathan Visser (Lem Boedicker), Jesse Boyd (Eljay Boedicker), Charles David Richards (Giudice Haller), Paul Monte Jr. (Procuratore distrettuale Mark Franklin), Darren Eliker (Avvocato della difesa), Troy Faruk (Membro dei Hillbilly Rockers 1), Jay Adams (Membro dei Hillbilly Rockers 2), Bobby Jordan (Membro dei Hillbilly Rockers 3), Kevin Cassidy (Membro dei Hillbilly Rockers 4), Joe Dryden (Membro dei Hillbilly Rockers 5), Brian Searle (Uomo di montagna 1), Kerry Patton (Uomo di montagna 2), Rob Sedgwick (Hightower), Mike Patrick Wilson (Cineoperatore), E. Ray Goodwin Jr. (Operatore al microfono), Kevin Welch (Assistente di produzione), Ryan Adcock (Porno star), Mauricio Ovalle (Guardia del corpo latina), Kisha Barr (Infermiera Mary), Corey Rieger (Pony Joe), Katelyn O'Friel (Heather), Mariusz Kubicki (Inserviente), Scott Hunter (Mike Pascall), Sam Polin (Burattinaio).
- Ascolti USA: telespettatori 277 000[4]

## Job
- Titolo originale: The Book of Job
- Diretto da: Everardo Gout
- Scritto da: Liz Sagal

### Trama
Fat Au arriva a Banshee per aiutare Lucas, Carrie e Sugar nella ricerca di Job. Grazie a un suo contatto, riesce a ottenere i fascicoli di Stowe e scopre che l'unico mercenario sopravvissuto allo scontro a Camp Genoa è Leo Fitzpatrick, colui che ha rapito Job. I genitori di Rebecca si recano da Brock al dipartimento e gli chiedono di consegnare il corpo di Rebecca per celebrare il funerale; tuttavia, Brock non può farlo finché non avrà raccolto le prove necessarie.Nel frattempo, Kurt e Maggie sono a letto insieme e discutono di Calvin. Maggie lo sprona a ucciderlo, poiché teme che suo figlio possa diventare come lui. Kurt, però, le promette che non lo farà mai, poiché è sempre suo fratello; tuttavia, si impegna a trovare un modo per arrestarlo. Cruz informa Kai che un vigilante sta aggredendo brutalmente i criminali che lavorano per lui. Burton ipotizza che dietro queste aggressioni ci sia Brock, ma Cruz non crede che sia lui l'artefice.Fitzpatrick ora lavora come insegnante in un'università e, durante una lezione, nota Lucas e Carrie in aula. Spaventato, scappa e i due lo inseguono. Fitzpatrick entra in un treno, ma Lucas continua a seguirlo. Quando Fitzpatrick esce dal treno e tenta di fuggire, Fat Au gli sbarrà la strada; infine, Lucas riesce a catturarlo e lo riporta a Banshee.Fat Au tortura Fitzpatrick, il quale alla fine ammette che Job è stato dato in custodia a un gruppo indipendente di mercenari assoldati dal governo per estorcere informazioni a Job, ma che possono essere corrotti con del denaro. Fitzpatrick chiama i mercenari dicendo loro che gli amici di Job lo vogliono libero e sono disposti a pagare il riscatto; infatti, Lucas e i suoi amici intendono utilizzare il denaro ottenuto da Camp Genoa.
Kai va a mangiare in un diner e conosce una ragazza di nome Jennifer, che non può permettersi di pagare la cena. Così, lui le offre il pasto e la invita a passare la notte a casa sua, nella camera da letto di Rebecca. Dopo aver trascorso la notte con Kai, Jennifer cerca di scappare il mattino seguente, rubando alcuni effetti personali di Rebecca. Tuttavia, Kai la sorprende e la picchia; poi tenta di strangolarla, ma la sua mente proietta l'immagine di Rebecca che ride di lui. Sconvolto, Kai lascia la presa e Jennifer riesce a fuggire.
Nel frattempo, Lucas, Fat Au, Sugar e Carrie si presentano al luogo dell'incontro con i mercenari, accompagnati da Fitzpatrick. I mercenari rilasciano Job mentre Fitzpatrick si avvicina a loro con i soldi, ma poi circondano Lucas e i suoi amici, non avendo intenzione di lasciarli andare vivi. Fortunatamente, Fat Au aveva previsto questa situazione; i suoi uomini, già appostati, uccidono i mercenari mentre Job spara al loro capo, uccidendolo. Purtroppo, però, Fitzpatrick riesce a scappare con i soldi.
Calvin va a trovare Watts in prigione. Quest'ultimo lo rimprovera per la questione dei film pornografici. Calvin gli risponde che è insensato continuare a sottostare a Kai, poiché la Confraternita potrebbe distruggerlo. Watts cerca di rimettere Calvin in riga, dicendogli che queste questioni non lo riguardano e che sia lui che Kai sono stanchi dei suoi comportamenti.
Brock chiede al medico legale se ha scoperto qualcosa dall'autopsia sul corpo di Rebecca. Purtroppo, il medico non ha trovato nulla di riconducibile all'assassino, poiché sostiene che quest'ultimo è molto abile nel non lasciare prove. Tuttavia, confida allo sceriffo di aver scoperto qualcosa di interessante.
Lucas e i suoi amici riportano Job a Banshee. Ora, Job desidera solo prendere la sua parte del bottino di Camp Genoa e andarsene dalla città, ma i suoi amici lo informano che per pagare il suo riscatto hanno dovuto utilizzare tutti i soldi di Camp Genoa che Fitzpatrick ha rubato. Job chiede notizie di Gordon e Lucas gli comunica che è morto. Poi, Job ringrazia i suoi amici per averlo salvato; Carrie lo invita a vivere da lei finché non si sarà rimesso in sesto.Successivamente, al bar di Sugar, Brock arriva con gli agenti del dipartimento dello sceriffo e arresta Lucas con l'accusa di aver ucciso Rebecca, poiché il sangue di Lucas è stato rinvenuto sul sedile posteriore dell'auto della vittima (finito lì quando rimase ferito nella fattoria di Aaron). Inoltre, Brock informa Lucas che il medico legale ha scoperto che Rebecca era incinta e che il padre del bambino era lui. Lucas viene quindi arrestato e finisce in cella.Job si trasferisce da Carrie e, quando rimane solo nella camera da letto, scoppia a piangere ripensando alle orribili esperienze vissute durante la prigionia. Nella scena finale, una donna, mentre è sola in un parcheggio, viene rapita da un uomo incappucciato, probabilmente lo stesso che ha rapito Rebecca prima di ucciderla.
- Guest star: Chance Kelly (Randall Watts), Ana Ayora (Nina Cruz), Dennis Flanagan (Leo Fitzpatrick), Eddie Cooper (Fat Au), Casey LaBow (Maggie Bunker), Rob Sedgwick (Hightower), Jackson Loo (Martin Kim).
- Altri interpreti: Steve Coulter (Elijah Bowman), Samantha Worthen (Miriam Bowman), Kaitlyn Sapp (Jennifer), Cathy O'Dell (Helen Vicks), Christopher Johnson (Uomo nella metropolitana), Abby Nelson (Donna terrorizzata), Jack Erdie (Dan Klamper), Becky Meister (Cameriera del diner), Cherie Daly (Jill Francis), Marcus Young (Cecchino cinese 1), Danny Le Boyer (Cecchino cinese 2), Justin Eaton (Soldato), Dave Macomber (Guardia operazioni segrete 1), Alistair Whitton (Guardia operazioni segrete 2), Bobby Waldron (Mercenario operazioni segrete 1), Patrick M. Walsh Jr. (Mercenario operazioni segrete 2), Kevin Welch (Mercenario operazioni segrete 3).
- Ascolti USA: telespettatori 290 000[5]

## Innocente
- Titolo originale: Bloodletting
- Diretto da: Everardo Gout
- Scritto da: Chad Feehan

### Trama
Con un flashback, si vede Rebecca mentre medica la ferita di Lucas. Quest'ultimo le consiglia di allontanarsi da Kai e lasciare Banshee, poiché questo stile di vita non la porterà a nulla di buono. Successivamente, Rebecca e Lucas fanno l'amore, concependo un bambino. Tornando agli eventi presenti, Lucas viene interrogato da Brock, il quale gli chiede se fosse a conoscenza della gravidanza di Rebecca. Lucas risponde di non saperne nulla, e Brock lo accusa di essere l'assassino. Lucas si professa innocente, affermando di non essere stato lui a uccidere Rebecca né le altre ragazze.Nel frattempo, Kurt, che aiuta Carrie nella sua lotta contro il crimine, la indirizza verso un magazzino di proprietà di Kai, dove viene prodotta droga. Kai si presenta alla stazione di polizia e paga la cauzione per liberare Lucas; tuttavia, Brock glielo impedisce, consapevole che Kai desidera liberarlo solo per poterlo uccidere dopo aver scoperto che Lucas ha messo incinta sua nipote e che è il principale indiziato per la morte di Rebecca. Kai afferma che può fare ciò che vuole perché è il sindaco. La tensione culmina quando Brock gli punta contro una pistola, ma l'alterco viene interrotto dall'arrivo dell'agente dell'FBI Veronica Dawson, che prende in mano il caso e invita Kai ad allontanarsi dalla stazione.Intanto, Carrie osserva da lontano il magazzino della droga e scopre che a gestirlo per conto di Kai è la Confraternita. Decide quindi di contattare Kurt per informarlo della situazione; tuttavia, l'agente le consiglia di rimandare l'operazione. Carrie è però determinata a procedere. Veronica interroga Lucas e comprende subito che lui è innocente.Con l'arrivo della notte, Carrie torna a casa e scopre che Job ha trovato il suo ripostiglio segreto dove nasconde le armi. Ha in mente di portare a termine un colpo al deposito di droga. Job chiede se può accompagnarla, ma Carrie accetta solo a condizione che lui rimanga in auto. Raggiunto il magazzino, Job le chiede se pensa davvero che questo sia ciò che suo marito Gordon avrebbe voluto per lei. Carrie entra nel magazzino e affronta i membri della Confraternita, avendo la meglio su di loro; poi dà fuoco al magazzino con un lanciafiamme e scappa via in auto con Job.Nel frattempo, l'ultima ragazza rapita dal serial killer—un uomo dall'aspetto raccapricciante—viene legata e imbavagliata, sacrificata in quello che sembra essere un rito satanico. La uccidono aprendo la gabbia toracica e strappandole il cuore, proprio come avevano fatto con Rebecca. Il corpo viene poi abbandonato nel bosco e ritrovato dalla polizia. Veronica e Brock rilasciano Lucas poiché la morte della ragazza conferma la sua innocenza: lui era in cella nelle ultime ore.In virtù del fatto che Watts e Kai sono soci in affari, quest'ultimo esercita pressioni su un membro della commissione per il rilascio cautelare di Watts convincendolo a rilasciarlo. Una volta uscito di prigione, Watts va a trovare Calvin e Maggie per visitare la sua famiglia. Infine, Lucas incontra nuovamente Veronica, che gli offre un passaggio verso casa sua.
- Guest star: Eliza Dushku (Veronica Dawson), Frederick Weller (Declan Bode), Chance Kelly (Randall Watts), Ana Ayora (Nina Cruz), Chaske Spencer (Billy Raven), Casey LaBow (Maggie Bunker), Rob Sedgwick (Hightower), Jennifer Landon (Lilith Bode), Cherie Daly (Jill Francis).
- Altri interpreti: Corey Rieger (Pony Joe), Tristan Farmer (Potbelly), Jayden Blake Cochran (Hank), Peter Burris (Ted Smith), Dan Anders (Larry), Christopher Mele (Commissario Martin Davis), Amy Marsalis (Commissario Sheryl Golden), Bennett Vesprini (Tocho), Rainbow Dickerson (Madre di Tocho), Chuck Lines (Cocainomane), Jack McCready (Giovane uomo), Fallon Maressa (Donna della congrega 1), Ashleigh Bealko (Donna della congrega 2), Afton Jillian (Donna della congrega 3), Arnaud Haubert (Uomo della congrega 1), Samuel Munoz (Uomo della congrega 2), Isaac Miller (Uomo della congrega 3), Mike Fierro (Membro degli Shadow Aryans 1), David M. Morizot (Membro degli Shadow Aryans 2), Justin Eaton (Membro degli Shadow Aryans 3), Mike Wilson (Membro degli Shadow Aryans 4), Kevin Welch (Membro degli Shadow Aryans 5).
- Ascolti USA: telespettatori 355 000[6]

## Dedizione
- Titolo originale: A Little Late to Grow a Pair
- Diretto da: Loni Peristere
- Scritto da: Liz Sagal

### Trama
Veronica accompagna Lucas a casa, ma quando lui torna al capannone, scopre che sta andando a fuoco. È stato Kai, che ha l'autorità di farlo essendo il proprietario. Lucas affronta Kai, il quale, pur volendolo morto, decide di lasciarlo in vita perché Lucas ha il dovere di trovare l'assassino di Rebecca e di consegnarglielo. Carrie continua a vedere il suo analista e gli racconta di un sogno su suo padre, ricordando quando da piccola andava a Coney Island con lui. Ammette che, nonostante fosse un uomo orribile, a volte ne sente la mancanza.
Watts si scusa con Kai per il fatto che la Confraternita non ha protetto il magazzino di produzione di droga (che Carrie ha incendiato). Per farsi perdonare, costringe un riluttante Calvin a uccidere il membro della Confraternita che doveva vigilare sul magazzino. Watts lega l'uomo a un albero e Calvin avvia l'auto legata alla catena che l'uomo ha avvolta attorno alle gambe, tagliandolo in due. Watts informa Kai, intenzionato a trasformare Banshee nel maggior fornitore di droga della East Coast grazie a un affare imminente con il cartello colombiano, che desidera una buona fetta dei suoi guadagni.
Watts si reca da Kurt e, nonostante abbia abbandonato la Confraternita, lo invita a tornare con loro, sostenendo che come agente del dipartimento dello sceriffo di Banshee potrebbe essere una risorsa preziosa. Kurt rifiuta, affermando che farà tutto il possibile per farlo tornare in prigione. Watts gli lascia del tempo per riflettere, avvertendolo che se non tornerà con loro sarà un "problema da risolvere".
Lucas visita Brock e chiede aggiornamenti sull'indagine sul serial killer. Brock ammette di non aver fatto progressi e si dispiace per Rebecca, rivelando che aspettava un bambino. Lucas assicura di non averne mai avuto conoscenza. Job, ancora ospite da Carrie, continua ad avere incubi sul periodo trascorso in balia delle torture dei mercenari e si sveglia sempre sudato. Lucas lo visita e si scusa per essersi arreso nel cercarlo dopo che Dalton gli aveva detto che Job era morto. Job riconosce i suoi errori nel non averlo aiutato quando Rabbit lo fece incarcerare per quindici anni e sottolinea che non si può tornare indietro nel passato.
Job informa Lucas che Carrie sta combattendo contro Kai e il suo impero del crimine, ipotizzando che lo stia facendo per onorare la memoria di Gordon. Lucas si trasferisce nella roulotte abbandonata dove viveva Siobhan, ripensando ai bei momenti trascorsi insieme. Poi va a trovare il bambino Kinaho, che ha trovato il corpo dell'ultima vittima del serial killer; il piccolo disegna l'assassino avendolo visto lasciare nel bosco il cadavere della ragazza e Lucas nota che dal disegno l'assassino ha delle corna sulla fronte.
Kai si presenta in municipio dove una folla di Amish chiede indietro il corpo di Rebecca per la cerimonia funebre. Kai afferma che non dipende da lui e li minaccia, ma gli Amish dichiarano di non avere paura di lui. Brock visita la sorella dell'ultima vittima per porgerle le condoglianze; lei lo rimprovera perché è lo sceriffo e non è riuscito a mantenere al sicuro la città.
Mentre gli Amish trasportano la loro merce con un carro, Kai e Burton bloccano la strada informandoli che non venderanno più a nessun cliente. Brock indice una conferenza stampa promettendo di catturare il serial killer e provocandolo; l'assassino guarda il telegiornale. Watts organizza una festa per festeggiare la sua libertà, ma Calvin litiga con lui accusandolo di vendere la Confraternita a Kai per profitto personale. Watts provoca Calvin dicendogli che avrebbe preferito vedere Maggie sposata con Kurt anziché con lui.
Intanto Kurt tiene sotto tiro Watts con un fucile di precisione pronto a ucciderlo, ma Brock interviene fermandolo e dicendogli che questo non è il modo giusto per fare giustizia. Cruz continua a cercare il vigilante che colpisce i criminali al servizio di Kai e inizia a sospettare di Carrie; quindi, durante la notte va a casa sua per dei controlli ma incontra Job, che le consiglia di andarsene.
Lucas e Veronica visitano un club dedicato alle pratiche sadomaso e ai culti satanici; un membro del club li indirizza verso un chirurgo plastico. Watts e Calvin hanno un'altra discussione a casa: Calvin gli dice che quella è casa sua e vuole cacciarlo via. Watts non lo prende sul serio e Calvin lo uccide pugnalandolo al collo con un punteruolo rompighiaccio.
- Guest star: Eliza Dushku (Veronica Dawson), Frederick Weller (Declan Bode), Chance Kelly (Randall Watts), Ana Ayora (Nina Cruz), Erik King (Dottor Tim Hubbard), Trieste Kelly Dunn (Siobhan Kelly), Casey LaBow (Maggie Bunker), Rob Sedgwick (Hightower).
- Altri interpreti: Tiffany Williams (Gail Westcott), Samantha Worthen (Miriam Bowman), Steve Coulter (Elijah Bowman), John Shepard (Felix), Corey Rieger (Pony Joe), Cathy O'Dell (Helen Vicks), Lauren Mae Shafer (Tammy Francis), Robert Oppel (Dom), Bennett Vesprini (Tocho), Nancy Wetzel (Donna Amish), Jesse Harrison (Uomo Amish 1), David Wald (Mod di corpo 1), Alistair Whitton (Mod di corpo 2), Jan-David Soutar (Mod di corpo 3), Lauren Mary Kim (Mod di corpo 4), Garry Tad Griffith (Uomo Amish 2), Thomas Bentley (Uomo Amish 3).
- Ascolti USA: telespettatori 390 000[7]

## Modificazioni
- Titolo originale: Only One Way a Dogfight Ends
- Diretto da: Jonathan Tropper
- Scritto da: Chad Feehan

### Trama
Una ragazza, su richiesta del serial killer, una sua "fedele", si presenta al dipartimento dello sceriffo e avverte Brock che il serial killer non si fermerà. Poi, in un gesto estremo, si cosparge di benzina e si dà fuoco davanti agli occhi di Brock. Calvin, dopo aver ucciso suo suocero, va da Maggie e, completamente nudo, la accusa di tradirlo, nonostante lei affermi che non è vero. In un momento di violenza, lui la violenta.Nel frattempo, Lucas continua a lavorare sul caso del serial killer con l'aiuto di Veronica. Dopo aver passato la notte sul divano della camera del motel dove alloggia l'agente federale, Lucas fruga nella sua borsa mentre lei è sotto la doccia e trova delle droghe. Veronica si spoglia davanti a lui e confessa di essere diventata dipendente dalle sostanze mentre lavorava sotto copertura. I due poi si recano dal dottor David Quick, un chirurgo plastico radiato dall'albo che esercita illegalmente. Chiedono se tra i suoi clienti ci sia qualcuno che si è fatto trapiantare delle protesi sulla fronte simili a delle corna; Quick informa che molte persone fanno questa richiesta, ma non può fornire nomi poiché molti di loro si presentano in modo anonimo e pagano in contanti. Veronica e Lucas se ne vanno, ma Lucas ruba al dottore la sua macchina fotografica dove sono memorizzate le foto dei suoi pazienti e trova quella dell'uomo con le protesi sulla fronte.Maggie va a trovare Kurt alla stazione di polizia con suo figlio e gli dice che non può restare con Calvin, sostenendo che probabilmente suo marito ha ucciso Watts dato che erano insieme l'ultima volta che li ha visti e da allora non ha più visto suo padre. Brock chiede a Kurt se lui e Maggie hanno una storia e se Calvin ne è a conoscenza. Kurt ammette che lui e Maggie sono amanti, ma Calvin è all'oscuro della cosa; tuttavia, secondo Brock, suo fratello già lo sospetta. Brock offre a Maggie e a suo figlio un rifugio temporaneo da lui.Job, che vive ancora da Carrie, finalmente si rimette in sesto, ma sente qualcuno entrare in casa rompendo il vetro e attivando l'allarme. Scende a vedere e scopre che è Deva; i due fanno conoscenza e lei gli chiede in che rapporti sia con sua madre. Job risponde di essere un amico di vecchia data dei suoi genitori e rivela di aver dato a sua madre una nuova identità. Deva si lamenta della sua vita, ma Job le dice di smettere di piangersi addosso perché è più fortunata di quanto creda: ha due genitori che ucciderebbero per lei. Poco dopo arriva Carrie, che abbraccia Deva.Kai finalmente dà a Rebecca una sepoltura dignitosa. Cruz informa Kai che Carrie è il vigilante che aggredisce i criminali al suo servizio; successivamente Kai va da Carrie mentre lei assiste a un processo in tribunale. Le porge le sue condoglianze per la morte di Gordon, dicendole che, nonostante i loro contrasti, lo rispettava. Con velate minacce le fa capire di aver scoperto che lei è la vigilante misteriosa.Lucas e Veronica tornano al locale dei patiti dei culti satanici e mostrano al barista la foto dell'uomo con le protesi a forma di corna chiedendogli se frequenta il locale. Il barista conferma la loro supposizione rivelando che il suo nome è Declan Bode ed è un esaltato che afferma di parlare con il Diavolo; Lucas e Veronica comprendono quindi che è lui il serial killer.Kai va nel suo ufficio e trova Calvin insieme ai membri della Confraternita, i quali gli riferiscono che da oggi tutti i suoi affari appartengono a loro. Gli mostrano poi la testa decapitata di Watts.Calata la notte, Brock esce dalla stazione di polizia e viene aggredito da Declan, il quale lo fa perdere i sensi. Quando Brock si risveglia sdraiato sull'asfalto, ha un confronto con Declan che gli punta un coltello alla gola. Il serial killer decide di risparmiarlo, avvertendolo però che la prossima volta lo ucciderà prima di andarsene.Kurt torna a casa e trova Calvin ad aspettarlo; quest'ultimo rivuole indietro sua moglie e suo figlio. Kurt lo minaccia pesantemente intimandogli di andarsene dalla sua proprietà e chiedendogli notizie su Watts; Calvin risponde semplicemente che è morto.Lucas e Veronica discutono nella camera del motel di quest'ultima; l'agente federale informa Lucas di aver fatto delle ricerche su Declan scoprendo che in passato era stato accusato di stupro ai danni di una ragazza di nome Kim. Proprio quando Lucas e Veronica stanno per fare sesso, Lucas si ferma ripensando a Siobhan e scoppia a piangere; Veronica lo abbraccia e i due dormono insieme.Il mattino seguente Cruz fa irruzione nella casa di Carrie insieme ad alcuni mercenari di Kai; Carrie uccide due sicari prima di affrontare Cruz mentre Job mette Deva al sicuro. Job uccide altri due sicari mentre Carrie mette Cruz in fuga. Un altro sicario trova Deva mentre si era nascosta: lei gli spara con la pistola che Job le aveva dato per difendersi e lo uccide, scoppiando poi a piangere. Carrie la raggiunge e le due si abbracciano.Deva telefona a Lucas chiedendogli di venire da lei a casa di Carrie; lui la raggiunge e vede la polizia. Dopo aver appreso ciò che è successo, ringrazia Job per aver difeso Deva. Poi parla con Carrie chiedendole perché si sia messa contro Kai rimproverandola per aver messo in pericolo Deva. I due iniziano a litigare ma alla fine Lucas abbraccia Carrie mentre lei scoppia in lacrime.Intanto Veronica rintraccia l'indirizzo di Kim e va a trovarla a casa sua chiedendole informazioni su Declan; Kim però le racconta solo menzogne e infine aggredisce l'agente federale portandola da Declan.
- Guest star: Eliza Dushku (Veronica Dawson), Frederick Weller (Declan Bode), Ana Ayora (Nina Cruz), Trieste Kelly Dunn (Siobhan Kelly), Casey LaBow (Maggie Bunker), Jennifer Landon (Lilith Bode), Rob Sedgwick (Hightower), Peter Benson (Dottor David Quick).
- Altri interpreti: Tiffany Williams (Gail Westcott), Paul Monte Jr. (Procuratore distrettuale Mark Franklin), Jayden Blake Cochran (Hank), Deanna Betras (Tiffany), Cathy O'Dell (Helen Vicks), Robert Oppel (Dom), Steve Kim (Lee), Tommy Shields (Roman), Luis Moco (Duncan), Drew Leary (Kyle), Dan Norris (Mikael), Stephen Mann (Agente), Maria Becoates-Bey (Gerente della lavanderia).
- Ascolti USA: telespettatori 425 000[8]

## Verità diverse
- Titolo originale: Truths Other Than the Ones You Tell Yourself
- Diretto da: Ole Christian Madsen
- Scritto da: Adam Targum

### Trama
Cruz, reduce dallo scontro con Carrie e avendo fallito nell'eliminarla, viene raggiunta da Barton, che la uccide mentre è sotto la doccia. Carrie, intanto, parla con il suo psicoanalista e confessa di essersi messa contro Kai Proctor, esprimendo dubbi sulla sua idoneità a riavere la custodia dei suoi figli. L'analista le chiede perché abbia intrapreso questa lotta contro il crimine; Carrie risponde che sente di doverlo fare per Gordon, poiché lui ha dedicato la sua vita a combattere la corruzione. L'analista le chiede quindi perché senta il bisogno di onorare la memoria di suo marito. Alla fine, Carrie ammette di sentirsi in colpa nei suoi confronti perché Gordon è sempre stato onesto con lei, mentre lei ha mentito, e soprattutto perché, anche quando era con lui, non ha mai smesso di amare Lucas. Contro ogni previsione, l'analista le dice che deve portare a termine la lotta contro Kai, poiché solo così potrà fare pace con se stessa e diventare la madre di cui Max e Deva hanno bisogno.Lucas è preoccupato per Veronica, dato che non ha sue notizie. Così lui e Brock prendono il cellulare della ragazza che si era data fuoco alla centrale di polizia; il dispositivo è parzialmente danneggiato. Lo portano da Job, che riesce a scoprire dai tabulati telefonici che Veronica ha chiamato più volte un numero intestato a Kim nelle due ore antecedenti al suo suicidio, trovando così il suo indirizzo. Veronica viene legata da Declan e Kim, quest'ultima ora afferma di chiamarsi Lilith; infatti, è la compagna di Declan. Quando lui abusò della donna, la plagiò; ora lei afferma di amarlo. Declan e Lilith intendono sacrificare Veronica davanti all'intera setta satanica.Lucas e Brock si recano a casa di Lilith e entrano nel garage, ma vengono colpiti dal dottor David Quick, che si rivela essere un fedele di Declan. Nel frattempo, Kai va a ritirare la sua droga ma scopre che la merce non c'è più e i suoi uomini a guardia della droga sono stati brutalmente picchiati; i responsabili sono Calvin e la Confraternita. Burton si reca al circolo privato della Confraternita e uccide tutti i presenti.Kurt visita Maggie a casa di Brock e la invita a lasciare Banshee con suo figlio per un po', ma Maggie risponde che questo non risolverà nulla perché Calvin la troverà ovunque. Kai parla con il senatore Mitchum, il leader della Confraternita, chiedendogli di mettere in riga Calvin; se l'affare con il cartello andrà male per colpa sua, tutti ne pagheranno le conseguenze. Carrie entra di nascosto nell'auto del procuratore e lo minaccia di morte per aver rilasciato molti criminali in libertà sotto intimidazione di Kai. Il procuratore si difende dicendo che non ha avuto scelta poiché Kai aveva minacciato la sua famiglia. Carrie gli impone di dirle cosa abbia in mente Kai; lui rivela che Kai vuole mettersi in affari con Emilio Loera, un pezzo grosso del cartello colombiano, per diventare il loro maggiore fornitore di droga. Carrie consiglia al procuratore di abbandonare Banshee con la sua famiglia.Nel frattempo, Calvin è al lavoro ed è furioso per l'abbandono di Maggie; picchia il suo capo asiatico e lo uccide. Lucas e Brock vengono ammanettati; Brock chiede a Lucas di dirgli la verità sul suo passato, ammettendo di aver fallito come sceriffo. Lucas rivela che il suo vero nome non è Lucas Hood: era un criminale e scassinatore professionista finito in prigione; il vero Lucas Hood è morto e lui ha assunto la sua identità per riconciliarsi con Carrie, l'unico punto di riferimento nella sua vita.Brock gli chiede perché sia rimasto dato che Carrie ha ormai ricostruito la sua vita; Lucas ammette che ama essere lo sceriffo. Quick si avvicina a Brock ma lui lo colpisce con un calcio e lo spinge verso Lucas, che lo immobilizza con le gambe facendogli perdere i sensi. I due riescono a liberarsi dalle manette e raggiungono la sala del sacrificio dove affrontano Declan e i membri della setta. Veronica riesce a liberarsi legandosi con una sega e attacca Lilith facendole perdere i sensi; poi impugna una pistola e spara a Declan uccidendolo.Job, assetato di vendetta nei confronti di Fitzpatrick, trova il suo nascondiglio e gli punta contro una pistola. Fitzpatrick gli propone di dividere i soldi di Camp Genoa ma Job gli rivela di essersi già riappropriato del denaro; desidera solo vendetta perché Fitzpatrick lo ha catturato e consegnato ai mercenari. Job confessa che durante i venti mesi di torture pensava solo a come fargliela pagare. Alla fine decide però di non torcergli un capello: manomette i server governativi affinché tutti credano che Job sia Fitzpatrick stesso. Così ora tutti i nemici accumulati da Job daranno la caccia a Fitzpatrick pensando sia lui l'obiettivo da eliminare. Job lascia quindi Fitzpatrick solo, il quale si mette a urlare dalla rabbia
- Guest star: Eliza Dushku (Veronica Dawson), Frederick Weller (Declan Bode), Ana Ayora (Nina Cruz), Dan Butler (Senatore Mitchum), Erik King (Dottor Tim Hubbard), Dennis Flanagan (Leo Fitzpatrick), Casey LaBow (Maggie Bunker), Jennifer Landon (Lilith Bode), Jackson Loo (Martin Kim), Peter Benson (Dottor David Quick).
- Altri interpreti: Paul Monte Jr. (Procuratore distrettuale Mark Franklin), Christopher Paul Leps (Lester), Joe Kras (Victor), Kevin Welch (Ariano), Fallon Maressa (Donna della congrega 1), Ashleigh Bealko (Donna della congrega 2), John James Nania (Uomo della congrega 4), Victor Paguia (Uomo della congrega 5), Nick Dekay (Uomo della congrega 6), Kenny Waymack (Uomo della congrega 7), Nicole Marie Marines (Donna della congrega 5), Kelly Connolly (Donna della congrega 6).
- Ascolti USA: telespettatori 424 000[9]

## Requiem
- Titolo originale: Requiem
- Diretto da: Ole Christian Madsen
- Scritto da: Jonathan Tropper

### Trama
L'episodio si apre con Kai, nella sua villa, che riceve la visita di Calvin e della Confraternita, i quali sembrano sul piede di guerra. Tuttavia, Kai si era precedentemente rivolto al loro leader, il senatore Mitchum, che prende a schiaffi Calvin, infuriato con lui per la morte di Watts. Calvin si giustifica dicendo che Watts stava praticamente vendendo la Confraternita a Kai, ma il senatore lo informa che in realtà era lui a voler mettere in piedi questa alleanza e che Watts stava solo eseguendo gli ordini. Mitchum costringe i confratelli ad andarsene, compreso un umiliato Calvin.
Deva si appresta a lasciare Banshee per andare all'università. Lucas va da lei e la saluta, promettendole che verrà a trovarla qualche volta.
Veronica, alla stazione di polizia, interroga Lilith sulla morte di Rebecca. La donna dà risposte vaghe, facendo insorgere nell'agente federale il dubbio che lei e Declan non siano gli artefici della morte della giovane Bowman. Lucas raggiunge Veronica alla stazione di polizia; l'agente dell'FBI le dice che probabilmente non è stato Declan a uccidere Rebecca, dato che Lilith sembra estranea ai fatti. Lucas è dell'opinione che Lilith stia mentendo o che forse Declan abbia ucciso Rebecca all'insaputa della sua compagnia. Tuttavia, Veronica lo informa che c'è qualcosa di strano: a eccezione di Rebecca, tutte le altre ragazze uccise da Declan sono state ammazzate durante il ciclo lunare nelle notti di luna nuova. Quindi ipotizza che l'assassino di Rebecca abbia imitato lo stesso modus operandi di Declan per sviare le indagini. Lucas le fa notare che per replicare lo stile di Declan era necessario studiare i suoi casi, i cui fascicoli erano riservati; quindi l'assassino doveva essere qualcuno con libero accesso a quei documenti: ovvero il sindaco Kai.
Kai e la Confraternita si preparano a portare a termine la vendita di droga con il cartello. Carrie telefona a Kurt per aggiornarlo; Brock, presente con lei, gli chiede di passargli il cellulare così da poter parlare con Carrie. Proctor, insieme a Burton, si presenta all'appuntamento con Emilio Loera, ma Carrie prende possesso del camion che trasportava la droga dopo aver ucciso i membri della Confraternita. Job tiene sotto tiro Kai e i membri del cartello, consigliandoli di non fare mosse avventate. Carrie informa Loera che Kai sarebbe un pessimo socio in affari e che Banshee non è un luogo sicuro per produrre droga. Poi Carrie e Job decidono di andarsene, ma Loera, intenzionato a punirli per la loro provocazione, decide di ucciderli. Tuttavia, arriva Brock con un lanciamissili e spara un razzo che distrugge il camion con dentro la droga di Kai. Carrie e Job approfittano della distrazione per rubare un'auto e scappare con Brock. Loera, ritenendo Kai un socio in affari troppo scomodo, decide di ucciderlo; ma Kai lo batte sul tempo e, pistola alla mano, spara a Loera uccidendolo mentre Burton elimina gli altri membri del cartello.
Lucas e Veronica si recano nella villa di Kai e entrano nel capanno degli attrezzi scendendo nel seminterrato. Lucas trova una catenina appartenente a Rebecca e del sangue probabilmente suo; comprende quindi che Rebecca è stata uccisa proprio lì e che l'assassino è suo zio. Mentre Kai e Burton sono in auto riflettono su cosa fare ora che Kai ha ucciso Loera e il cartello gli darà la caccia. Improvvisamente Lucas, alla guida dell'auto di Sugar, manda Kai e Burton fuori strada. Nonostante Kai abbia una gamba rotta, scende dall'auto e affronta Lucas, che però lo mette facilmente al tappeto. Accusandolo di aver ucciso Rebecca perché aveva scoperto della gravidanza della nipote sapendo che non avrebbe potuto più controllarla, Kai si professa innocente: amava Rebecca e non avrebbe mai potuto farle del male.
Lucas capisce quindi che l'assassino in realtà è Burton, il quale lo aggredisce alle spalle ingaggiando un violento scontro nel quale sembra avere la meglio. Mentre cerca di strangolarlo, però, Lucas ripensa al momento in cui ha salutato Deva e trova la forza di reagire; riesce a liberarsi e riduce Burton in fin di vita per poi lasciarlo solo con Kai. Il suo assistente si scusa con Kai dicendogli di aver ucciso Rebecca per il suo bene perché il malsano rapporto tra lui e la nipote lo stava rovinando; poi Kai uccide Burton spezzandogli l'osso del collo.
Calvin va a casa di Brock per riprendersi Maggie ma Kurt glielo impedisce; Calvin ha capito che lui e Maggie sono amanti e accusa Kurt di avergli rovinato la vita perché è stato lui a farlo entrare nella Confraternita e ora gli porta via anche la moglie. I due poi fanno a pugni: lo scontro è molto violento ma alla fine Kurt ha la meglio su suo fratello. Calvin però gli dice che ucciderà sia la moglie sia il figlio perché preferisce vederli morti piuttosto che lasciare che Kurt si prenda cura di loro; infine Kurt spara a Calvin uccidendolo.
Lucas va a trovare Veronica nella camera del motel dove alloggia dicendole che il caso di Rebecca è chiuso. I due passano la notte insieme; al mattino dopo Veronica se ne va senza svegliare Lucas, lasciandogli dei fascicoli. Quando Lucas si sveglia e vede i fascicoli scopre che sono i suoi; infatti Veronica sapeva già che era un ex criminale. Al dipartimento dello sceriffo Brock chiede a Kurt qualche chiarimento sulla morte di Calvin ma poi decide di non approfondire perché è consapevole di avere bisogno di Kurt per ripulire Banshee dal crimine; ha compreso che alle volte per fare giustizia bisogna sporcarsi le mani.
Kurt chiede a Brock se ora possono incriminare Kai per traffico di droga; Brock risponde che possono farlo ma non lo faranno perché probabilmente Kai verrà ucciso dai membri del cartello: infatti come previsto i colombiani sono già arrivati a Banshee. Lucas entra al dipartimento dello sceriffo: lui e Brock si guardano da lontano e si salutano con un cenno della testa. Successivamente Lucas va da Carrie dicendole che Job partirà per New York e lo raggiungerà in un secondo momento; invita Carrie a seguirlo ma lei lo informa che resterà a Banshee per prendersi cura di Max poiché le è stata riconcessa la custodia. Lucas è felice per lei; la saluta e i due si abbracciano.
Kai, solo nella sua villa, viene raggiunto dai membri del cartello intenzionati ad ucciderlo. Nonostante abbia capito che per lui è finita, li affronta a viso aperto iniziando così uno scontro a fuoco dal quale probabilmente non uscirà vivo.
Job abbandona Banshee ma prima di andarsene dà a Sugar i soldi di Camp Genoa di cui era rientrato in possesso; Sugar lo ringrazia sentitamente. Infine Sugar e Lucas si dicono addio: Lucas lo ringrazia dicendogli che non sarebbe sopravvissuto a Banshee senza il suo aiuto. L'episodio si conclude con Lucas in sella alla sua moto mentre si allontana finalmente da Banshee.
- Guest star: Eliza Dushku (Veronica Dawson), Nestor Serrano (Emilio Loera), Dan Butler (Senatore Mitchum), Jennifer Landon (Lilith Bode), Casey LaBow (Maggie Bunker), Trieste Kelly Dunn (Siobhan Kelly), Geno Segers (Chayton Littlestone), Joseph Gatt (Albino), Andrew Howard (Quentin), Cedric Stewart (Damien Sanchez), Demetrius Grosse (Emmett Yawners)[2].
- Altri interpreti: David Meadows (Monty), Joe Kras (Victor), Kevin Welch (Ariano), Justin Eaton (Guardia del corpo 1), Alex Schoenauer (Guardia del corpo 2), Myke Schwartz (Guardia del corpo 3), Evan Dane Taylor (Guardia del corpo 4), Alistair Whitton (Guardia del corpo 5).
- Ascolti USA: telespettatori 500 000[10]